# Xavi Estacio
Francisco Javier Estacio Fajardo (Manises, 24 de marzo de 2001), más conocido como Xavi Estacio, es un futbolista español que juega en la demarcación de lateral derecho para la Sociedad Cultural y Recreativa Peña Deportiva de la Segunda Federación.

## Trayectoria
Xavi Estacio nacido en Manises, es un lateral derecho formado en las categorías inferiores del Valencia CF.
En la temporada 2020-21, formaría parte de la plantilla del Valencia Club de Fútbol Mestalla de la Segunda División B de España, con el que disputa 8 partidos, pese al descenso a la Tercera División de España.
En la pretemporada 2021-22, Xavi debutaría con el primer equipo del Valencia CF en un encuentro amistoso frente al FC Cartagena y sería renovado su contrato.
El 31 de agosto de 2021, Xavi es cedido a la UD Alzira de Segunda Federación, donde disputa 31 partidos.
El 9 de agosto de 2022, firma por el CD Eldense de la Primera División RFEF.
El 16 de julio de 2023, firma por el San Fernando Club Deportivo Isleño de la Primera Federación, cedido una temporada por el CD Eldense.

### Selección nacional
Es internacional con la Selección de fútbol sub-17 de España, sub-18, sub-19 y sub-20.

## Clubes
| Club                                          | País   | Año       |
| --------------------------------------------- | ------ | --------- |
| Valencia Club de Fútbol Mestalla              | España | 2020-2022 |
| UD Alzira (cedido)                            | España | 2021-2022 |
| CD Eldense                                    | España | 2022-2024 |
| San Fernando Club Deportivo Isleño (cedido)   | España | 2023-2024 |
| CD Eldense                                    | España | 2024      |
| Club Recreativo Granada                       | España | 2024      |
| Lleida Club de Futbol                         | España | 2024-2025 |
| Sociedad Cultural y Recreativa Peña Deportiva | España | 2025-act. |